# Calodia quadrispinata
Calodia quadrispinata är en insektsart som beskrevs av Nielson 1991. Calodia quadrispinata ingår i släktet Calodia och familjen dvärgstritar. Inga underarter finns listade i Catalogue of Life.